# コマーシャル・アールイー
株式会社コマーシャル・アールイー（英: Commercial RE Co., Ltd.）は、かつて存在した不動産会社。

## 概要
1980年、建築土木の請負施工を目的として幸洋建設株式会社を設立。以後オフィスビルの賃貸借管理事業、住居物件の建築請負販売事業、大型物流施設商業施設の開発販売事業、住居物件の賃貸借管理事業、不動産ファンド事業に進出。2006年5月JASDAQ証券取引所より、J-Stock銘柄に採用される。関連会社エイエスエヌ・ジャパンの「エランデ・アパートメント」と業務協力関係にあった。また住居系賃貸仲介ポータルサイト「ドっとあ～る賃貸」を運営していた。

## 沿革
- 1980年6月 - 幸洋建設株式会社設立。
- 1989年11月 - 社名を株式会社幸洋コーポレーションに変更。
- 1995年10月 - 株式を店頭公開（現在のJASDAQ）。
- 2004年11月 - 現社名に変更。
- 2010年5月6日 - 東京地裁へ民事再生法の適用を申請[1]。
- 2010年8月1日 - 公共建物株式会社が新設した子会社公共シィー・アール・イー株式会社（現・株式会社シーアールイー）に事業譲渡。
- 2010年12月28日 - 既存株式を100％減資。資本金は代表取締役出資の5000円に。以後残余財産の処分を進める。

## CMイメージキャラクター
2006年
- 藤井隆、綾部祐二(ピース)

2007年12 - 
- 藤井隆、三瓶

2008年
- サッカーJ2アビスパ福岡のユニフォームスポンサー（袖）となる

## 関連
- コマーシャルモール博多 - 当社が建設を行った福岡県福岡市博多区のショッピングセンター。その後他社に売却されたがショッピングセンターは現在も営業している。
- アパマンショップ - 主要株主の一つだったが、包括的業務提携の解消に起因して、同社株式をケネディクスに譲渡。
- ケネディクス - 米国不動産会社ケネディ・ウィルソン・インクの子会社。
- ゴールドマン・サックス - 米国の金融グループであり、世界最大級の投資銀行である。コマーシャル社の主要株主であった。
- バンク・オブ・ニューヨーク - 米国ニューヨークに本拠を置く国際的な金融機関。また、米国最古参の銀行でもあり、コマーシャル社の主要株主であった。